# Jeff Bregel
(en) Statistiques sur pro-football-reference
Jeffrey Bryan Bregel (né le 1er mai 1964 à Redondo Beach en Caroline du Sud) est un joueur américain de football américain évoluant au poste d'offensive guard.

## Enfance
Bregel étudie au sein des Robert F. Kennedy Community Schools de Los Angeles avant de s'inscrire à l'université de Californie du Sud.

## Carrière

### Université
Pendant quatre saisons, le natif de Redondo Beach est titulaire au poste de guard des Trojans d'USC. Vers la fin de son cursus, il commence à cumuler les récompenses, recevant deux nominations, en 1985 et 1986, dans les équipes de la saison de la Pac-10 Conference et All-America. Co-capitaine de son effectif en 1986, il décroche le Morris Trophy, décerné au meilleur joueur de ligne offensive de la Pac-10 qui deviendra plus tard la Pac-12.

### Professionnel
Jeff Bregel est sélectionné au deuxième tour de la draft 1987 de la NFL par les 49ers de San Francisco, au trente-septième choix. Lors de sa première saison (rookie), il n'apparaît que très peu, devant se contenter de cinq matchs au milieu de la saison 1987. L'année suivante, il devient de plus en plus impliqué dans son rôle de remplaçant, apparaissant au cours de treize matchs mais n'arrivant pas à détrôner les titulaires Jesse Sapolu et Guy McIntyre. Toutefois, il fait partie du roster remportant le Super Bowl XXIII.
C'est un titre qu'il conserve après la saison 1989, les 49ers soulevant le Super Bowl XXIV. Titulaire au début de la saison lors des trois premiers matchs de l'exercice, Bregel disparaît de l'effectif à l'issue de ce troisième match et fait sa dernière saison dans le milieu professionnel.

## Palmarès
- Équipe All-America en football universitaire 1985 et 1986
- Équipe de la saison 1985 et 1986 pour la Pac-10 Conference
- Vainqueur du Morris Trophy en 1986
- Lauréat du Theodore Gabrielson Award (MVP du match USC-Notre Dame) en 1986